# Vanessa Machnicka
Vanessa Machnicka (ur. 13 sierpnia 1998) – polska judoczka.
Zawodniczka KS Akademia Judo Poznań (od 2011). Brązowa medalistka zawodów pucharu Europy seniorek (Orenburg 2019). Akademicka wicemistrzyni Europy (Zagrzeb 2019). Brązowa medalistka mistrzostw Polski seniorek 2017 w kategorii do 57 kg. Ponadto m.in. dwukrotna mistrzyni Polski juniorek (2013, 2014).